# Mothocya melanosticta
Mothocya melanosticta är en kräftdjursart som först beskrevs av Schioedte och Frederik Vilhelm August Meinert 1884.  Mothocya melanosticta ingår i släktet Mothocya och familjen Cymothoidae. Inga underarter finns listade i Catalogue of Life.